# 파콤 222
파콤 222(FACOM 222)는 후지쯔에서 1961년에 개발한 메인프레임이다. 트랜지스터를 이용하는 2세대 컴퓨터로서 코어 메모리는 18000KC(Kilo Character)였다.
대한민국에서는 최초로 대한민국 국내에 상륙한 컴퓨터라는 의미가 있다. 생산성본부에서 도입한 파콤 222는 1967년 3월 25일에 인천항에 도착하였고 첫 가동은 1967년 6월 13일로 추정된다. 그러나 통관 허가가 IBM 1401보다 늦은 5월 12일에 내려졌다는 이유로 공식적인 첫 도입 컴퓨터로 인정받지는 못하고 있다.

## 참고 문헌
1. ↑  서현진 (1997년). 《(처음 쓰는) 한국 컴퓨터사》. 전자신문사. 15-20쪽. ISBN 8985412159.